# Консерватория искусств и ремёсел
Национальная консерватория искусств и ремёсел, сокращённо CNAM (фр. Conservatoire national des arts et métiers) — крупнейшее высшее учебное и исследовательское учреждение Франции, член Конференции высших школ (Conférence des grandes écoles), является одной из 204 французских инженерных школ, аккредитованных 1 сентября 2020 года для присуждения степени инженера. Находится в ведении Министерства высшего образования. Учреждение возглавляет генеральный администратор, назначаемый Президентом Республики сроком на пять лет, который может быть переизбран лишь один раз. Консерватория вместе с Политехнической школой (l'École polytechnique) и Высшей нормальной школой (l'École normale) является одним из трёх творений французской революции и технического прогресса. Она также наследует идеи Просвещения французских энциклопедистов и имеет междисциплинарное призвание.

## История
«Консерватория искусств и ремёсел» была создана 10 октября 1794 года по инициативе аббата Анри Грегуара в Париже, который предложил Национальному конвенту проект создания учреждения, целью которого станет «улучшение национальной промышленности, изучение и сохранение машин и инструментов, чертежей, и моделей, книг и различной документации всех существующих искусств и ремёсел». В ведение нового учреждения были переданы конфискованные во время Великой французской революции частные коллекции, для сохранения которых в 1802 году, под патронажем Консерватории в помещении парижской церкви Сен-Мартен-де-Шан был создан Музей искусств и ремёсел. По настоящее время музей хранит одну из выдающихся технических коллекций Европы.

## Структура и управление
С момента открытия по настоящее время профессора учебного заведения читают лекции по различным техническим дисциплинам, а слушатели Консерватории имеют возможность практиковать полученные знания на выставленных в музее технических устройствах.
Институт CNAM является одним из самых престижных учебных заведений Франции и одним из самых популярных учебных заведений для студентов, совмещающих учёбу с работой на вечернем и заочном отделениях. Руководители, занятые в промышленности, на предприятиях и в государственных службах, имеют возможность углубить свои знания, освоить новые дисциплины.
Учащиеся имеют возможность молодые проходить обучение, на любом уровне от BAC+1 до BAC+5; включая студентов международных курсов английского языка, бакалавриата и магистратуры. В составе Консерватории имеется инженерная школа, созданная в 1922—1910 годах, и институты, выдающие дипломы, разрешающие заниматься регулируемыми профессиями. Cnam ежегодно обучает около 70 000 студентов.
Штаб-квартира Национальной консерватории искусств и ремёсел находится в Париже по адресу: 270, 278 и 292, улица Сен-Мартен (Париж). Это комплекс исторических зданий бывшего монастыря Сен-Мартен-де-Шан. Там же находится Музей художественных ремёсел, вокруг которого строится вся история заведения.
Консерватория управляет региональной сетью из более чем двухсот учебных заведений на материковой части Франции и за рубежом, а также несколькими международными центрами, в которых обучается около 9000 студентов (то есть 10 % от общего числа), в основном в Ливане (3800 студентов), в странах Магриба и во Франции говорящих в Африке (4000 человек), но также в Азии и Америке. У учреждения есть как минимум один кампус в каждом из регионов Франции.
Филиалы Консерватории искусств и ремёсел открыты в нескольких городах Франции; головной офис по-прежнему располагается в столице страны.